# Rio Cavalum
O rio Cavalum é um rio que nasce em Portugal, no concelho de Penafiel, perto da freguesia de Croca, na localidade de Casais Novos. É um afluente do rio Sousa, e pertence à bacia hidrográfica do Rio Douro.
A presa identificada como nascente do rio Cavalum, está envolta em silvados. A partir daí o Cavalum, que mais parece um pequeno rego de água, está encanado, atravessando alguns campos. Curiosamente, não é dos tempos actuais a atitude de encanar o rio Cavalum nas proximidades da sua nascente. Vários troços do rio já foram encanados no passado, atravessando subterraneamente alguns campos através de “minas” feitas totalmente em pedra.    
Decorre um projecto de limpeza e requalificação parcial das margens do Rio Cavalum, iniciado em Agosto de 2010, numa parceria com a Penafiel Verde, a ARH – Administração da Região Hidrográfica e o Instituto do Emprego e Formação Profissional.    
A Ministra do Ambiente valorizou e elogiou publicamente este projecto, que pretende limpar os 17 km de extensão do rio, devolvendo o Cavalum aos Penafidelenses.